# Krępice (województwo świętokrzyskie)
Krępice – wieś sołecka w Polsce, położona w województwie świętokrzyskim, w powiecie kazimierskim, w gminie Skalbmierz.
| SIMC    | Nazwa       | Rodzaj    |
| ------- | ----------- | --------- |
| 0267855 | Międzygórze | część wsi |
| 0267861 | Ostrów      | część wsi |

W latach 1975–1998 wieś administracyjnie należała do województwa kieleckiego.